# Karl Taillepierre
Karl Taillepierre (né le 13 août 1976 à Pointe-à-Pitre) est un athlète français spécialiste du triple saut.

## Biographie
Il remporte à quatre reprises le concours du triple saut des Championnats de France d'athlétisme Élite, en 2001, 2004 , 2005 et en 2011 à Albi.
Lors des Championnats de France d'athlétisme Élite en 2011, il remporte également la médaille d'argent au relais 4 × 100 en arrivant deuxième derrière l'Athlétique sport aixois de Christophe Lemaitre.
En début de saison 2009, Taillepierre se classe quatrième des Championnats d'Europe en salle de Turin, terminant à trois centimètres seulement du médaillé de bronze.
Il est licencié au club de l'ES Montgeron.

## Palmarès
| Date | Compétition                     | Lieu     | Résultat | Performance |
| ---- | ------------------------------- | -------- | -------- | ----------- |
| 2002 | Championnats d'Europe en salle  | Vienne   | 8e       | 16,46 m     |
| 2004 | Finale mondiale de l'athlétisme | Monaco   | 5e       | 17,04 m     |
| 2005 | Championnats du monde           | Helsinki | 5e       | 17,27 m     |
| 2009 | Championnats d'Europe en salle  | Turin    | 4e       | 17,12 m     |

## Records personnels
En plein air :
- Longueur : 7,79 m (Strasbourg, 23/06/2005)
- Triple saut : 17,45 m (Angers, 16/07/2005)

En salle :
- Longueur : 7,80 m (Aubière, 18/02/2006)
- Triple saut : 17,12 m(Turin, 07/03/2009)